# Vampires vs. Zombies
Vampire vs. Zombies è un film splatter direct-to-video del 2004, diretto da Vince D'Amato e ispirato al classico letterario Carmilla di Sheridan Le Fanu. Il film è stato distribuito in Italia da EP Productions.

## Trama
Un virus di origine ignota (si sospetta che il contagio sia iniziato per trasmissione di altri animali) si sta diffondendo in varie città: le persone ammalate si trasformano in zombie antropofagi.
Jenna e suo padre Travis, due dei protagonisti accettano di accompagnare una ragazza che in realtà è un vampiro, mentre la sorella viene rapita e successivamente decapitata da un essere che si fa chiamare "il generale". Durante una sosta Jenna riceve un talismano che la difenderà dai vampiri e Carmilla dimostrandosi un vampiro la uccide.
In seguito le due ragazze rimangono sole e Jenna viene attaccata da alcuni zombie, ma viene salvata dal padre. I due incontrano "il generale" che aveva perso la figlia uccisa da Travis e lo uccidono. La storia termina con lo scontro fra i sopravvissuti che vengono successivamente uccisi a loro volta da alcuni zombie.